# Бела Толбот
Бела Толбот (англ. Bela Talbot) — вигаданий другорядний персонаж драматично-містичного телесеріалі «Надприродне» мережі The CW Television Network, яку грала Лорен Коен. З'явившись у третьому сезоні, вона зображується як персонаж, який використовує знання надприродного світу задля власної вигоди, а не допомоги людям на відміну від головних героїв Сема та Діна Вінчестерів. Егоцентрична й самовпевнена, вона є проблемою для братів, заробляє на своє життя крадіжками окультних предметів і збутом останніх багатим клієнтам. Реакція критиків на персонаж була змішаною, проте фанати відреагували вкрай негативно, що призвело до її нейтралізації в сюжеті у кінці сезону.

## Біографія
Бела Талбот (справжнє ім'я Ебі) — крадійка надприродних речей й артефактів для продажу багатим клієнтам. У дитинстві продала душу демону, за що поплатилася через 10 років. Зараз душа Бели знаходиться у пеклі.
Бела жила в багатій родині в Англії, але в 14 років уклала угоду з демоном. Незабаром її батьки розбилися в автокатастрофі, дочка успадкувала їх стан. Після цього вона почала розшукувати різні окультні предмети і продавати їх за великі гроші. Бела багато разів змінювала імена і навіть видалила відбитки пальців.
За словами Боббі, Бела відома у мисливських колах, але сама такою вона не є. Має навички спілкування з духами і використовує їх для отримання інформації. В епізоді «Чорний рок у Блек-Році» вона говорить Діну, що використовувала дошку для спіритичних сеансів, щоб знайти бункер Джона, а в епізоді «Свіжа кров» у духа вона дізнається, де Гордон Вокер.
Має квартиру у Квінзі (Нью-Йорк), живе з сіамською кішкою. Нещодавно повернулася з Близького Сходу. Їй було 24, коли вона померла, це означає, що вона приблизно на 4 роки молодша за Діна і приблизно одного віку з Семом.

## Третій сезон
Бела наймає двох злодіїв, щоб вони вкрали кролячу лапку зі сховища Джона Вінчестера. Сем і Дін забирають лапку у злодіїв і йдуть у кафе. Дін, користуючись удачею Сема (Сем взяв лапку і тим самим придбав удачу) розкрив кілька лотерейних квитків, всі опинилися виграшними, а далі вони стали мільйонними відвідувачами у кафе. Офіціантка наливає Сему кави, але розливає його і витирає стіл і штани Сема. Дін сприймає це як удачу, але Сем, вставши з-за столу, зрозумів, що лапка зникла. Так як лапка була більше не у Сема, удача відвернулася від нього, і той став приреченим на невезіння.
Вінчестери вриваються в квартиру Бели, забирають лапку і йдуть, щоб здійснити ритуал, але вже на кладовищі Бела стріляє в плече Сема, вимагаючи віддати лапку. Дін погоджується і кидає лапку Белі — вона ловить її голими руками, що означало, продай вона лапку клієнту, удача б відвернулася від неї. Це змусило Белу погодитися на ритуал знищення лапки. Бела пішла, але Дін виявив, що його лотерейні квитки з виграшною сумою в $45 000 зникли.
Пізніше під псевдонімом «Алекс» Бела оголошує себе приватним детективом, щоб розслідувати справу потонулого родича жінки на ім'я Гертруда. Сем і Дін починають паралельну справу і змушені працювати з Белою, щоб вкрасти з дому кисть руки моряка, чий привид вбивав людей, які пролили кров свого родича, як колись вбили і самого моряка.
У ході розслідування виявляється, що Бела хотіла вкрасти руку для продажу. Вінчестери разом з Белою проникають в будинок, де зберігається рука, під виглядом гостей на вечір і Дін викрадає руку, пронісши її під смокінгом.
Але раптово Бела бачить корабель-привид (такий же бачили всі жертви примари) і приходить до Вінчестерів. Ті спалюють руку, рятуючи Белу.
Через деякий час Гордон Вокер приходить до Бели і намагається дізнатися у неї місце розташування Сема, називаючи його Антихристом. Гордон погрожує їй, і злодійка погоджується допомогти за винагороду. Пізніше Дін дзвонить їй і каже, що за зраду вони будуть полювати за нею.
Пізніше Бела дає Вінчестерам особливу магічну траву, що дозволяє проникнути у сни Бобі і вивести його зі стану коми. Вінчестери не розуміють, чому вона зробила це безкоштовно, але Бела каже, що Бобі одного разу врятував їй життя, вона хоче відплатити тим же. Але насправді, поки Сем і Дін рятували Бобі, Бела викрала з сейфу кольт і віддала його Ліліт в обмін на свою душу, проте демониця зажадала ще й вбити Вінчестерів. Прагнення наздогнати Белу привело Вінчестерів до тюремного ув'язнення Віктором Хенріксоном. Користуючись цим, Ліліт послала кілька десятків демонів убити їх, але Вінчестери доводять Віктору, що вони не сатаністи, а мисливці і те, що люди зовні — демони. Їм вдається відбитися від демонів, Вінчестери зникають. Сем зустрів Руфуса Тернера, старого друга Бобі, який передав йому інформацію про Белу та документи, що стосувалися її батьків і дитинства. Сем і Дін прийшли в номер крадійки, Дін хотів застрелити її, проте побачив над дверима траву, що відлякує пекельних псів і зупинився, вирішивши, що Бела все одно приречена.
Бела прийшла вночі в номер Сема і Діна і вистрілила в ліжко. Спалахнуло світло, вона побачила, що в ліжках лежали надувні ляльки. По телефону Бела сказала, що все одно вже занадто пізно — пекельні пси йдуть, додала, що власником усіх контрактів є саме Ліліт. Дін запитав, чому вона сказала їм про це, адже її вже не врятувати. Бела відповіла, що рятувати її занадто пізно, але, убивши Ліліт, вони зможуть врятувати себе. Дін відповів: «До зустрічі у пеклі». Годинник пробив північ, Бела почула виття псів.

## Цікаві факти
- Прізвище Бели («Лугоши») схоже з ім'ям легендарного артиста, класичного виконавця ролі Дракули, Бела Лугоши.

## Епізоди за участю Бели Толбот
- 3.03 Чорний рок в Блек-Році (англ. Bad Day At Black Rock)
- 3.06 Червона зоря (англ. Red Sky at Morning)
- 3.07 Свіжа кров (англ. Fresh Blood)
- 3.10 Сон в літню ніч (англ. Dream a Little Dream of Me)
- 3.12 На війні як на війні (англ. Jus In Bello)
- 3.15 Час на моєму боці (англ. Time Is On My Side)